# Bni Bouayach
Bni Bouayach (en àrab بني بوعياش, Bnī Būʿayāx; en amazic ⴰⵉⵜ ⴱⵓⵄⵢⴰⵛ) és un municipi de la província d'Al Hoceima, a la regió de Tànger-Tetuan-Al Hoceima, al Marroc. Segons el cens de 2014 tenia una població total de 18.271 persones. Situat en ple cor del Rif, fou una de les viles protagonistes de la revolta del Rif (desembre de 1958-gener de 1959) i de les revoltes de la fam de 1980.